# 御野郡
- 令制国一覧 > 山陽道 > 備前国 > 御野郡
- 日本 > 中国地方 > 岡山県 > 御野郡

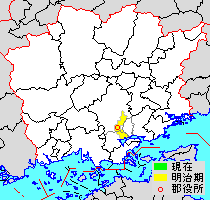
岡山県御野郡の位置

御野郡（みのぐん）は、岡山県（備前国）にあった郡。

## 郡域
1878年（明治11年）に行政区画として発足した当時の郡域は、下記の区域にあたる。
- 岡山市
  - 北区の一部（笹ヶ瀬川以東かつ玉柏、金山寺、畑鮎、宿、津島、津島本町、津島笹が瀬以南。ただし旧・岡山城下[1]を除く）
  - 南区の一部（笹ヶ瀬川以東）

## 歴史
旭川は、現在の岡山市北区玉柏・中区祇園付近で複数の河道に分岐していた。その分岐した複数の派川およびそれによって生まれた複数のデルタ地帯の西部一帯を郡域としていた。現在の岡山市中心市街地は御野郡にあたる。
旭川本流は現在の流れも今より東寄りを蛇行しながら流れていた。しかし宇喜多秀家が岡山城を築城した際に流路を現在の位置に変更した。これにより旭川本流の西岸で御野郡であった現在の中区竹田・東川原・西川原などの村が東岸へと変わった。岡山藩が寛永年間に作成した『備前国九郡地図』では、東岸であっても御野郡として記載されているが、明治期までには上道郡へ移管されている。
旭川の川の流れの変化や、干拓による海面の陸地化により、時代により郡域が激しく変化している。特に江戸時代に行われた吉備の穴海の大干拓事業により南部に広大な新田が開発され、郡域が大幅に広がった。
古代には三野国造が設置されていたことが『先代旧事本紀』「国造本紀」に記載されている。
和名抄には牧石郷、広西郷、出石郷、御野郷、伊福郷、津島郷の6郷が記載されている。
延喜式神名帳には石門別神社、尾針神社、天神社、伊勢神社、天計神社、国神社、石門別神社、尾治針名真若比女神社の8社が記載されている。
備前国の国府は時代によって変遷しているが、本郡に所在していたこともあり、和名抄にはその旨が記載されている。場所は特定できていないが、御野郷（岡山市中心北部、三野周辺）・津島郷（同津島周辺）・伊福郷（同伊福町・三門周辺）などの説がある。また、郡衙も同様である（津島江道遺跡を推定地とする説もある）。

### 近世以降の沿革
- 明治初年時点では概ね全域が備前岡山藩領であった（金山寺村は寺社領）。「旧高旧領取調帳」に記載されている明治初年時点での村は以下の通り。（1町63村）

岡山［一部］、南方村、北方村、三野村、浜村、東川原村、西川原村、竹田村、河本村、畑村、鮎帰村、金山寺村、原村、宿村、津島村、上出石村、上伊福村、万成村、下伊福村、下出石村、大安寺村、野田村、高柳村、島田村、大供村、内田村、北長瀬村、西長瀬村、辻村、今村、中仙道村、西古松村、田中村、辰巳村、上中野村、京殿村、西市村、下中野村、木村、岡村、東古松村、米倉村、新保村、富田村、二日市村、七日市村、奥内村、田住村、十日市村、円覚村、万倍村、当新田村、泉田村、青江村、浜野村、新福村、福田村、福成村、平福村、福島村、福富村、浜田村、平吉村、中原村
- 明治4年7月14日（1871年8月29日） - 廃藩置県により岡山県の管轄となる。
- 明治8年（1875年）（1町56村）
  - 畑村・鮎帰村が合併して畑鮎村となる。
  - 奥内村・田住村が合併して奥田村となる。
  - 円覚村・新福村が合併して豊成村となる。
  - 平福村・浜田村が合併して洲崎村となる。
  - 辻村が北長瀬村に、京殿村が西市村に、木村が下中野村にそれぞれ合併。
  - 河本村が枝村宮本村・平瀬村を統合のうえ改称して玉柏村となる。
  - 下伊福村が巌井村に、平吉村が平田村にそれぞれ改称。
- 明治9年（1876年）（1町53村）
  - 浜村・東川原村・西川原村・竹田村の所属郡が上道郡に変更。
  - 津高郡野殿村の所属郡が本郡に変更。
- 明治11年（1878年）9月29日 - 郡区町村編制法の岡山県での施行により、下記の変更が行われる。（53村）
  - 岡山の区域をもって岡山区が発足し、郡より離脱。
  - 残部に行政区画としての御野郡が発足。郡役所が巌井村に設置。
- 明治16年（1883年）6月25日 - 郡役所が下出石村に移転。

### 町村制以降の沿革
- 明治22年（1889年）6月1日 - 町村制の施行により、以下の各村が発足。全域が現・岡山市。（10村）
  - 牧石村 ← 玉柏村、金山寺村、畑鮎村、中原村、原村
  - 御野村 ← 北方村、宿村、三野村、南方村［大部分］、岡山区岡山広瀬町［一部］、岡山八番町［一部］、岡山万町［一部］
  - 伊島村 ← 上伊福村、津島村、万成村
  - 石井村 ← 上出石村［大部分］、下出石村［大部分］、巌井村、島田村、岡山区岡山上西川町［一部］、岡山下西川町［一部］、岡山万町［一部］、岡山岩田町［一部］
  - 大野村 ← 高柳村、大安寺村、野殿村、北長瀬村、野田村
  - 鹿田村 ← 大供村、内田村［大部分］、東古松村、西古松村、岡村、岡山区岡山下西川町［一部］
  - 今村 ← 今村、上中野村、下中野村、中仙道村、西長瀬村、田中村、辰巳村、平田村
  - 芳田村 ← 万倍村、西市村、米倉村、当新田村、泉田村、新保村、富田村
  - 福浜村 ← 洲崎村、浜野村、福田村、福成村、福島村、福富村
  - 古鹿田村 ← 七日市村、二日市村［大部分］、奥田村、青江村、十日市村、豊成村、岡山区岡山新道［一部］
  - 南方村・上出石村・下出石村・内田村・二日市村の各一部が岡山市の一部となる。
- 明治32年（1899年）8月1日 - 古鹿田村が分割し、一部（七日市および二日市・十日市の各一部）が岡山市、一部（奥田および二日市の残部）が鹿田村、残部（豊成・青江および十日市の残部）が福浜村に編入。（9村）
- 明治33年（1900年）4月1日 - 郡制の施行により、御野郡・津高郡の区域をもって御津郡が発足。同日御野郡廃止。

## 行政
歴代郡長
| 代 | 氏名     | 就任年月日                | 退任年月日                | 備考                                        |
| -- | -------- | ------------------------- | ------------------------- | ------------------------------------------- |
| 1  | 東馬安太 | 明治11年（1878年）9月20日 | 明治19年（1886年）8月28日 |                                             |
| 2  | 松山清心 | 明治19年（1886年）8月28日 | 明治20年（1887年）12月9日 |                                             |
| 3  | 浅井元   | 明治20年（1887年）12月9日 | 明治23年（1890年）11月5日 | 明治22年（1889年）1月18日から岡山区長を兼任 |
| 4  | 穝所信篤 | 明治25年（1892年）7月16日 | 明治27年（1894年）4月1日  | 在任中、篤人と改名                          |
| 5  | 小澤泰   | 明治27年（1894年）4月1日  | 明治32年（1899年）4月8日  |                                             |
| 6  | 菅英治   | 明治32年（1899年）4月8日  | 明治33年（1900年）4月1日  | 御野郡廃止                                  |